# Anna Wojtulewicz
Anna Wojtulewicz (ur. 7 kwietnia 1987) – polska lekkoatletka, specjalizująca się w biegu na 3000 metrów z przeszkodami, medalistka mistrzostw Polski, reprezentantka Polski.

## Kariera sportowa
Była zawodniczką Podlasia Białystok.
W 2009 została młodzieżową mistrzynią Polski w biegu na 3000 metrów z przeszkodami. Na mistrzostwach Polski seniorek zdobyła jeden medal: brązowy w biegu przełajowym na 4 km w 2010. 
W 2009 wystąpiła na mistrzostwach Europy w biegach przełajowych, zajmując 34. miejsce w biegu młodzieżowców
Rekord życiowy w biegu na 3000 metrów z przeszkodami: 10.20,12 (5.09.2009):